# Telmatactis limnicola
Telmatactis limnicola är en havsanemonart som först beskrevs av Heinrich Andres 1881.  Telmatactis limnicola ingår i släktet Telmatactis och familjen Isophelliidae. Inga underarter finns listade i Catalogue of Life.